# Podkładka (technika)
Podkładka – element pomocniczy w połączeniach śrubowych. Podkładki najczęściej separują nakrętkę od materiału łączonego, co zmniejsza prawdopodobieństwo rozluźnienia połączenia, a w innych systemach zabezpieczają przed odkręcaniem, jak podkładki odginane czy sprężynujące (sprężynowe, sprężyste). Podkładki stosuje się również w celu zwiększenia powierzchni nacisku połączenia na łączony materiał, co zmniejsza naprężenia i prawdopodobieństwo uszkodzenia łączonych elementów.
Podkładki dzielą się na:
- zwykłe: stosowana do zabezpieczania elementów przed zadrapaniem lub zgnieceniem w czasie zakręcania śruby
- zabezpieczające przed odkręcaniem: np. podkładki sprężynowe, odginane
- wyrównujące: stosowana dla wyrównania pochylenia elementu łączonego